# Clavus burnupi
Clavus burnupi é uma espécie de gastrópode do gênero Clavus, pertencente a família Drilliidae.